# Денисенко, Григорий Георгиевич
Григо́рий Гео́ргиевич Денисе́нко (род. 24 июня 2000, Новосибирск) — российский хоккеист, левый крайний нападающий хоккейного клуба «Ак Барс» Казань. 

## Биография

### Клубная карьера
В детском возрасте выступал за «Газовик» (Тюмень). С 2012 года — воспитанник юношеских команд ярославского «Локомотива». С сезона 2016/17 выступал в МХЛ за его молодёжный клуб — команду «Локо». В сезоне 2017/18 дебютировал в составе «Локомотива» в КХЛ, сыграв 4 матча в плей-офф. В матчах регулярного сезона дебютировал осенью 2018 года и тогда же набрал первые очки. Также в начале сезона отдавался в аренду в тольяттинскую «Ладу», играющую в ВХЛ.
Перед драфтом НХЛ 2018 года был поставлен скаутским бюро на 7-е место среди игроков не из Северной Америки. В итоге был выбран в первом раунде под номером 15 клубом «Флорида Пантерз».
5 мая 2020 года Денисенко подписал трёхлетний контракт новичка с «Флоридой Пантерз». 6 марта 2021 года дебютировал в НХЛ в матче против «Нэшвилл Предаторз». 29 апреля отдал результативную передачу в матче против «Чикаго Блэкхокс», набрав тем самым своё первое очко в НХЛ. 
6 октября 2023 года был обменян в «Вегас Голден Найтс», за который дебютировал 4 января 2024 года.
18 февраля 2025 года был обменян в «Нэшвилл Предаторз».

### Карьера в сборной
С 2016 года принимал участие в матчах юношеской сборной России. Бронзовый призёр Мирового кубка вызова (U17) 2016 года и зимних юношеских Олимпийских игр 2016 года, где вошёл в топ-10 лучших бомбардиров с 8 (2+6) очками.
На чемпионате мира среди молодёжных команд 2019 года (U20) в составе сборной России стал бронзовым призёром. Также стал лучшим бомбардиром турнира с 9 очками (4+5) в 7 матчах и был признан лучшим нападающим турнира.
На молодёжном чемпионате мира 2020 года был капитаном российской команды, завоевавшей серебряные награды. В споре бомбардиров турнира вошёл в топ-10, набрав 9 очков (3+6), и стал самым результативным среди россиян.
Выступал за взрослую сборную России в Евротуре.

## Статистика
| Легенда | Легенда                    | Легенда | Легенда                   | Легенда | Легенда    |
| ------- | -------------------------- | ------- | ------------------------- | ------- | ---------- |
| И       | Количество проведённых игр | Штр     | Штрафное время            | +/−     | Плюс-минус |
| Г       | Голы                       | П       | Голевые передачи          | О       | Очки       |
| -       | Статистика неизвестна      | —       | Статистика не учитывалась |         |            |